# Torben Søndergaard
Torben Kjær Søndergaard, bedre kendt som Torben Søndergaard (født 9. august 1976), er en dansk radikal kristen forkynder fra Brande i Danmark. Han er stifter og talsperson for "The Last Reformation" med titusindvis af følgere. Søndergaard fortæller selv, at Gud først talte til ham april i 1995 og siden har skaffet ham en kone, bestemt hvor de skulle bo, sørget for penge og gjort Søndergaards bevægelse "The Last Reformation" til en realitet.
I 2019 udgav TV2 dokumentaren Guds bedste børn, hvor tidligere følgere og personer med psykiske lidelser fortæller, at de selv er stoppet med eller gentagne gange har set psykisk syge personer stoppe med at tage medicin, fordi Torben Søndergaard havde "helbredt" dem, og at "folk, er blevet ødelagt for livet." En overlæge samt formanden i SIND, Børns Vilkår og Red Barnet advarede imod Torben Søndergaards praksis. Efterfølgende krævede flere politikere Søndergaard undersøgt for kvaksalveri, og en medstifter af The Last Reformation advarede imod Søndergaards foretagende.
Det etablerede frikirkemiljø og andre kristne trossamfund i Danmark tager afstand fra Torben Søndergaards teologi og fra bevægelsen "The Last Reformation," herunder en bestemt praksis med dæmon-uddrivelse på børn og psykisk syge samt en ledelsesstruktur med usundt magtforhold mellem Torben Søndergaard og hans tilhængere.
Søndergaard havde desuden midt i 2000-tallet tætte forbindelser til flere fra bevægelsen Evangelist, hvis formand, Christian Hedegaard, blev dømt for kvaksalveri i 2011. De to arbejdede blandt andet sammen i projektet "Jesusakademiet", der var et af flere initiativer, som Torben Søndergaard har startet i Danmark, herunder flere såkaldte træningsskoler – Jesus Butikken, Jesus Klinikken og JesusRadio.dk – der alle er lukkede projekter nu.
Torben Søndergaard var aktiv og bosiddende i Danmark indtil 2019, hvor han rejste til USA efter intens kritik i forskellige medier. I juli 2019 fortalte Torben Søndergaard, at han havde søgt om asyl i USA, fordi han følte sig ”religiøst forfulgt” i Danmark, og at han havde haft "en form for paranoia" og "følte, at alle var efter os", men at han nu kunne se, at selvfølgelig ikke alle havde været efter ham. Han sagde dog, at han fortsat frygtede at ende i fængsel og få tvangsfjernet sine børn, hvis han vendte tilbage til Danmark. Karsten Nissen, der er biskop emeritus og initiativtager til en tænketank for kristenforfølgelser, samt Institut for Menneskerettigheder har afvist, at Søndergaard skulle være udsat for nogen form for religiøs forfølgelse i Danmark.
I 2022 blev Torben Søndergaard den 30. juni anholdt i Florida i USA, hvor han ifølge Homeland Security sad fængslet i Baker County Facility.
Den 16. december 2022 afslog en amerikansk immigrationsret at give Torben Søndergaard asyl til USA med den begrundelse, at der ikke var beviser for tidligere forfølgelse, som han har påstået sig udsat for i Danmark. Derfor ville der ikke være nogen grund til at tro, at der vil være fremtidig forfølgelse, hvis han blev sendt tilbage til Danmark.

## Hvervning af patienter på sygehuse
I 2019 fortalte patienter på Aalborg Sygehus, at de var blevet opsøgt af personer, der lovede dem guddommelig helbredelse. Medierne tog kontakt til Søndergaard, da elever fra hans menighed allerede i 2016 tog til hospitalet for at bede for de syge, men Søndergaard afviste, at hans elever var involveret i hændelsen denne gang.
TV2 Nord kunne efterfølgende påvise, at det var medlemmer af Søndergaard bevægelse, ”The Last Reformation”, som havde forsøgt at hverve patienterne, og at “Søndergaard bifalder og opmuntrer til, at hans følgere kontakter mennesker på hospitaler, der er ramt af sygdom og måske i en svær situation i deres liv.”
En kvinde fra Hundborg fortalte også, at Søndergaards følgere kunne findes uden for den lokale brugsforening, hvor de tilbyder bøn, samt ved det lokale lægehus i Hundborg, hvor "de lover folk helbredelse uden medicin"
TV2 Nord dokumenterede i en artikel, hvordan Søndergaard på sin åbne Facebook-profil havde lagt flere videoer op, hvor han roste sine følgere for at gå ind på hospitalet, opsøge syge patienter og love dem frelse. Efter artikler i både TV2 og TV2 Nord blev videoerne fjernet fra Torben Søndergaards facebook-profil.
TV2 Nord har beskrevet videoerne, hvor
- Søndergaard står i en lufthavn sammen med en ung følger, hvor han roste denne for “i mange tilfælde at have opsøgt patienter på Aalborg Universitetshospital" og have “ helbredt en kvinde, der lå indlagt på hospitalet i Aalborg med blodforgiftning."[16]
- Søndergaards følgere går rundt blandt syge patienter på Aalborg Universitetshospital, hvor de tilbyder at bede for patienterne.[16]
- Søndergaard fortæller at “det er på et hospital i Danmark - ikke i Brasilien. Vi skal ind på flere hospitaler. Gud ønsker, at vi gør de her ting” og opfordrede flere følgere til at gøre det samme. [16]
- Søndergaard og hans følgere påstår at havde helbredt adskillige patienter på et sygehus, herunder en mand der var opereret 35 gange i sit ben, en kvinde for kræft, en mand med diabetes samt “udokumenteret foregive at have fjernet betændelse i bugspytkirtlen hos en lille pige på et hospital i Brasilien” med videre.[16]

### Kritik og svar fra Torben Søndergaard
Lisbeth Kjær Lagoni, der er sygeplejefaglig direktør på Aalborg Universitetshospital, har kritiseret Søndergaard for hans praksis med at opsøge syge på hospitaler, og Aalborg Universitetshospitalet vil “nu sætte en stopper for, at religiøse grupper på den måde antaster patienter, og sygehusledelsen opfordrer patienter og pårørende om at give personalet besked, hvis det skulle ske igen.”
Sognepræst og kirkedebattør Christian Roar Petersen kalder det misbrug af “min religions navn til religiøst plat” og “sammenligner “dem lidt med rovdyr, der går efter de svageste i flokken"
Torben Søndergaard ønskede efterfølgende ikke at stille op til interview, men sagde, "at han har indskærpet overfor sine følgere, at de ikke skal opsøge patienter på Aalborg Universitetshospital."

## Optrædener på TV
Søndergaard har været i TV, hvor han har medvirket i debatprogrammer, nyhedsprogrammer og dokumentarserier.

### De 3 Bud - debatprogram på DR1
Et debatprogram i 8 afsnit vist på DR1 d. 19. november 2012. I programmet debatteres forskellige emner på baggrund af cases. I det sjette program fremstilles en kvinde, der opdager, at hun har homoseksuelle følelser, men hun er allerede gift med en mand og har børn, så hvad gør hun? Torben Søndergaard debatterer som radikal kristen imod en muslim og en jøde.

### Mørk og Jul - satireprogram på TV2 Zulu
Et satireprogram vist på TV2 Zulu i 2009, hvor Simon Juul og Brian Mørk behandler forskellige emner. Torben Søndergaard forsvarer sin skepsis over for evolutionen og Darwinisme.

### Guds bedste børn
Guds Bedste Børn er en dokumentar produceret af Dokumentarkompagniet. Den blev sendt i tre afsnit på TV2 fra d. 2. til 16. januar 2019. Serien giver et indblik i radikale kristne miljøer i Danmark, hvor børn og voksne blive udsat for dæmonuddrivelser. Dokumentaren undersøger, hvordan prædikanter har seksuelle forhold til deres følgere, får psykisk syge til at stoppe med at tage medicin og helbredelser ikke altid går godt. Én familie fortalte, Torben Søndergaard opfordrer psykisk syge til at stoppe med at tage medicin, og et dokumentaren viser videoklip af Torben Søndergaard, der udøver dæmonuddrivelse på en teenager, selvom Søndergaard hævder ikke at gøre dette på børn.
Programmet behandlede blandt andet Christian Hedegaard, Moses Hansen, Ruth Eversen og Torben Søndergaard. Programmet forårsagede både fagfolk og folketingspolitikere til at reagere med kritik af forkyndernes metoder.

#### Torben Søndergaard i Guds Bedste Børn
Torben Søndergaard optræder hovedsageligt i dokumentarens 3. afsnit, som blev sendt på TV2 16. januar 2019. Her undersøger dokumentaren, hvordan "radikale kristne prædikanter tiltrækker søgende mennesker med løfter om helbredelse", og hvad der efterfølgende sker med disse personer.
Søndergaard udtaler i dokumentaren, at syge med psykiske og fysiske problemer blive helbredt ved bøn. Eksempelvis erklæres en gigtplaget person helbredt på et vækkelsesmøde, men får benet amputeret 8 måneder senere. Torben Søndergaard udtalte og forklarede efterfølgende, at det ikke skulle ses som en fysisk helbredelse, men en åndeligt helbredelse og opmuntring til andre syge, som heller ikke bliver helbredt ved bøn.
Søndergaard udtaler også, at psykisk syge bliver helbredt gennem bøn. Tidligere følgere af Torben Søndergaard fortæller herefter, at psykisk syge stopper med at tage deres medicin, samt at Søndergaard efterlader en "stråle af ødelagte mennesker".
Søndergaard selv siger, at han aldrig har rådet nogen til at stoppe med at tage medicin. TV2 sender derfor en muldvarp ind til Torben Søndergaard og optager en samtale med en angivelig psykisk syg kvinde. Her udtaler Søndergaard at, "når vi taler om psykofarmaka, så er det ikke helbredende. Det lover ikke helbredelse. Det er dulmende. Det er ikke løsningen. Det vil aldrig nogensinde være løsningen".
Udtalelser møder kritik fra andet overlæge, Henrik Rindoms, der advarer imod, at Søndergaard på denne måde opfordrer psykisk syge patienter til at stoppe med at tage deres medicin. Også foreningen SIND mener, at Torben Søndergaards klart opfordrer psykisk syge til at stoppe med deres medicin. Formanden for SIND, Knud Kristensen, udtaler, at det i værste fald kan være livsfarligt.
Torben Søndergaard selv mener, at det hele er taget ud af sammenhæng og udtaler, at overlæge Henrik Rindoms ikke er kompetent til at vurdere psykisk syge personer i en religiøs sammenhæng.

#### Reaktioner på dokumentaren

##### Andre kirkesamfund
De danske frikirker har kaldt Søndergaards metoder for manipulerende og uansvarlige. Det udtalte formanden for frikirkerne i Danmark, Tonny Jacobsen, i forbindelse med dokumentarserien "Guds bedste børn", hvor Torben Søndergaard foretog dæmonuddrivelser på teenagere ned til 15 år. Torben Søndergaard mener ikke, at der er et grundlag for, at der rettes en sådan kritik imod ham.

##### Børn Vilkår og Red Barnet
I dokumentaren følger man Torben Søndergaard til en af hans konferencer i London. Her står en autistisk dreng med bukserne nede om anklerne og græder voldsomt, imens dæmonuddrivelserne står på. På andre tidspunkter vises der optagelser, hvor Søndergaard beder for en 9-årig pige og foretager en dæmonuddrivelse på en 15-årig dreng. Børns Vilkår og Red Barnet har i den forbindelse udtalt, at Torben Søndergaards metoder kan traumatisere børn og kalder det magtmisbrug. Ifølge Bente Boserup, seniorkonsulent fra fra Børns Vilkår, er det et klart overgreb på et autistisk barn.
Torben Søndergaard mener ikke, han gør noget skadeligt, eller at det er hans personlige ansvar, at et forældrepar har taget en autistisk dreng med.

##### Torben Søndergaards reaktion på dokumentaren og klage til Pressenævnet
Torben Søndergaard klagede over dokumentaren til Pressenævnet. Søndergaards klage går på, at han medvirkede i dokumentaren under indtryk af, at den udelukkende ville omhandle hans bevægelse The Last Reformation, og at han derfor ikke var klar over, at Faderhuset og Moses Hansen samt en præst dømt for seksuelle overgreb også ville medvirke i samme dokumentar. Søndergaard krævede en undskyldning for at være blevet ”udnyttet i programmet sammen med Faderhuset og andre”.
Pressenævnet fandt imidlertid ikke grund til kritik af TV2
- for at have bragt oplysninger om børn ved et dåbsarrangementet
- for redigeringen i relation til udsendelsens adskillelse af oplysninger vedrørende Søndergaard og andre omtalte frikirker
- for ikke at have slettet de klip, som Søndergaard optræder i

Med andre ord fik TV2 af Pressenævnet hverken kritik for redigeringen af udsendelsen eller selve indholdet, og Pressenævnets fandt at omtale af Torben Søndergaard og The Last Reformation har ”klar almen interesse”, hvorfor udsendelsen ikke skal fjernes fra TV 2 PLAY.
Nævnet gav dog Søndergaard medhold i, at før offentliggørelsen af dokumentaren burde TV2 have gjort mere for at sikre sig, at Søndergaard "havde forstået, i hvilken sammenhæng hans udtalelser ville indgå". TV 2 undrer sig over denne kendelse, "eftersom Torben Søndergaard i udsendelsen ikke blot bliver forelagt kritikken mod andre religiøse bevægelser – han svarer som nævnt oven for også beredvilligt på den" og "undervejs i produktionen at vide, at de andre bevægelser indgik i programmerne."
Den endelig afgørelse blev, at "efter en samlet afvejning finder nævnet imidlertid, at der ikke er tungtvejende grunde, der taler for, at indholdet af udsendelsen er af en sådan karakter, at det skønnes rimeligt at hindre tilgængeligheden heraf."
Efter dokumentaren har Søndergaard oplevet 'et kald fra Gud' til at flytte til USA.